# Chocholá de los Venados
Chocholá de los Venados es una localidad del municipio de Chocholá en Yucatán, México.

## Toponimia
El toponímico Chocholá significa en idioma maya el lugar de agua salobre por provenir de los vocablos chhochhol, salobre y á contracción de há agua. 

## Datos históricos
- En 1995 cambia de nombre de San Francisco a Chocholá de los Venados.

## Demografía
Según el censo de 2005 realizado por el INEGI, la población de la localidad era de 0 habitantes.
| 9                           | 3 | 0 | 0 | 0 | 0 |
| (Fuente: INEGI [Consultar]) |   |   |   |   |   |